# Élections municipales au Québec
Au Québec, les élections municipales permettent d'élire les membres du conseil municipal de chaque municipalité locale. Ce dernier est composé d'un maire, qui préside le conseil et possède des pouvoirs spécifiques, et d'un minimum de six conseillers municipaux. Encadrées par la Loi sur les élections et les référendums dans les municipalités, il s'agit d'élections à date fixe, le premier dimanche du mois de novembre, tous les quatre ans. Depuis 2001, les électeurs de certaines municipalités régionales de comté peuvent également choisir leur préfet à l'occasion de ces élections.

## Caractéristiques

### Mode de scrutin
Il existe un seul mode de scrutin applicable à tous les types de poste en élection. Il s'agit du scrutin uninominal majoritaire à un tour, où l'électeur doit accorder son vote à un seul candidat par poste. On compte alors le nombre de voix obtenues par chaque candidat.[réf. nécessaire] Celui qui recueille le plus de voix (majorité relative) remporte le siège. Les différents postes peuvent être en élection séparément au besoin, sous la forme d'une élection partielle. Cela survient quand un élu quitte son siège entre deux élections municipales et doit être remplacé.

### Élection du conseil municipal

#### Élection des conseillers municipaux
Le nombre de conseillers municipaux est lié à la population d'une municipalité. Ce nombre est fixé par la loi, d'un minimum de 6 sièges pour les municipalités de moins de 20 000 habitants à un maximum de 90 sièges pour celles de plus de 500 000 habitants. Néanmoins, le ministre des Affaires municipales, des Régions et de l'Occupation du territoire peut, sur demande, autoriser un nombre inférieur ou supérieur de districts. À titre d'exemple, la ville de Québec possède uniquement 21 conseillers municipaux, alors que sa population dépassant le demi-million d'habitants pourrait lui en permettre jusqu'à 90.
La loi prévoit qu'une municipalité dont la population est de 20 000 habitants ou plus le 1er janvier de l’année civile qui précède celle où doit avoir lieu une élection générale provinciale a l'obligation de diviser son territoire en « districts électoraux ». Cependant, seulement une cinquantaine de municipalités sont concernés par ce type de division électoral. La majorité des municipalités du Québec ne possède aucun district. 
| Nombre d'habitants | < 20 000 | ≥ 20 000 à < 50 000 | ≥ 50 000 à < 100 000 | ≥ 100 000 à < 250 000 | ≥ 250 000 à < 500 000 | ≥ 500 000 |
| ------------------ | -------- | ------------------- | -------------------- | --------------------- | --------------------- | --------- |
| Nombre minimum     | 6        | 8                   | 10                   | 14                    | 18                    | 30        |
| Nombre maximum     | 8        | 12                  | 16                   | 24                    | 36                    | 90        |

Dans les municipalités divisés en districts électoraux, chaque district est représenté par un conseiller municipal, élu par la population de ce district. Pour les municipalités non-divisés en districts électoraux, tous les conseillers municipaux sont élus au suffrage universel par l'ensemble de la population de la municipalité.
Dans certaines villes divisées en arrondissement, la population peut également élire des conseillers d'arrondissement. Ces conseillers ne siègent pas au conseil municipal, mais plutôt au conseil d'arrondissement. On retrouve ce système uniquement dans les villes de Montréal, Sherbrooke et Longueuil.
| Ville                        | Montréal | Québec | Laval | Gatineau | Longueuil | Sherbrooke | Saguenay | Lévis | Trois-Rivières | Terrebonne |
| ---------------------------- | -------- | ------ | ----- | -------- | --------- | ---------- | -------- | ----- | -------------- | ---------- |
| Conseillers municipaux       | 46       | 21     | 21    | 18       | 15        | 14         | 15       | 15    | 14             | 16         |
| Conseillers d'arrondissement | 38       | 0      | 0     | 0        | 2         | 2          | 0        | 0     | 0              | 0          |

#### Élection du maire
Le maire est élu par les électeurs indépendamment des conseillers municipaux. Président du conseil municipal, il représente l'ensemble de la population et possède des pouvoirs distincts. Dans certaines villes divisées en arrondissement, la population élit à la fois un maire et un maire d'arrondissement.
Le maire suppléant (pro-maire) n'est pas élu par la population, mais plutôt par les membres du conseil municipal.

#### Élection du préfet
Historiquement, ce magistrat est un maire de l'une des municipalités d'un comté. Il est élu à ce poste par un vote secret de l'ensemble des maires du comté. Depuis les élections municipales de 2001, certaines municipalités régionales de comté (MRC) permettent l'élection de leur préfet. La loi leur permet d'instaurer l'élection de leur préfet à l'occasion des élections municipales. En 2017, des élections préfectorales se sont tenues dans 16 MRC. Les préfets de la Communauté métropolitaine de Montréal ne peuvent être élus par la population.

### Droits et réglementation

#### Électeurs
Pour pouvoir s'inscrire sur la liste électorale et pouvoir voter, une personne doit :
- être majeur, soit être âgé d'au moins 18 ans le jour de l'élection ;
- avoir la citoyenneté canadienne ;
- ne pas être dans un cas d'incapacité de voter prévu par la loi (sous curatelle ou coupable d’une infraction constituant une manœuvre électorale frauduleuse);
- remplir l'une des deux conditions suivantes :
  - être domicilié sur le territoire de la municipalité et, depuis au moins six mois, au Québec ;
  - être, depuis au moins 12 mois, le propriétaire d’un immeuble ou l’occupant d’un établissement d’entreprise situé dans la municipalité.

## Histoire
Les premières élections municipales se sont déroulées le 25 avril 1833, à Québec. En effet, l'Acte pour incorporer la Cité de Québec accordait à la ville un conseil municipal élu. La deuxième élection se déroule à Montréal, en juin. Les élus remplacent alors les juges de paix.
En 2019, plusieurs municipalités réclament la tenue des élections au printemps plutôt qu'à l'automne.

## Liste des scrutins
- Élections municipales québécoises de 2000 et antérieures
- Élections municipales québécoises de 2001
- Élections municipales québécoises de 2002
- Élections municipales québécoises de 2003
- Élections municipales québécoises de 2005
- Élections municipales québécoises de 2009
- Élections municipales québécoises de 2013
- Élections municipales québécoises de 2017
- Élections municipales québécoises de 2021

## Élections municipales nordiques
Les élections municipales dans villages nordiques sont régies indépendamment du reste des municipalités du Québec. C'est la Loi sur les villages nordiques et l'Administration régionale Kativik qui y est en vigueur, plutôt que la Loi sur les cités et villes. Les élections, tenues aux trois ans le premier mercredi de novembre, sont organisées à l'échelle locale par l'Administration régionale Kativik. Avant la signature de la Convention de la Baie James et du Nord québécois, les villages possédaient des « conseils communautaires ».